# Table d'utilisation des tests statistiques

Il existe de nombreux tests statistiques différents avec chacun leurs domaines et leurs conditions d'application. Cette page vise à faire la synthèse de ces différences et de pouvoir déterminer rapidement le test qu'il faut effectuer en fonction du problème posé.

## Liste des tests usuels
À partir des considérations ci-dessus, nous pouvons proposer une classification des principaux tests utilisés en statistique inférentielle. Nous laissons de côté des tests relatifs à des techniques statistiques spécifiques. Ils dépassent largement le cadre de ce sujet, il paraît plus intéressant de les approfondir dans leur cadre naturel (ex. test de nullité de coefficients de la régression linéaire multiple ; évaluation d’un bloc de coefficients dans la régression logistique, etc.).
| Type de test | Tests paramétriques | Tests non paramétriques |
| Problème à 1 échantillon | Problème à 1 échantillon | Problème à 1 échantillon |
| --- | --- | --- |
| Tests de conformité à un standard | - Test de conformité d'une moyenne (test de Student), d'un écart type et d'une proportion | . |
| Tests d'adéquation à une loi | . | - Test de Kolmogorov-Smirnov - Test d'adéquation du χ² - Test de Shapiro-Wilks - Test de Lilliefors - Test d'Anderson-Darling - Test de D'Agostino - Test de Jarque-Bera                                                                      |
| Tests de symétrie des répartitions | . | - Test T de Wilcoxon - Test de Van der Waerden |
| Tests d'estimation de paramètres | - Test de Wald | . |
| Tests d'autocorrélation | . | - Test de Durbin-Watson - Test de Durbin - Test de Goldfrey-Breusch - Test Q de Ljung-Box - Test de Box-Pierce |
| Comparaison de (K ≥ 2) populations | | |
| Tests omnibus de comparaison de populations, les fonctions de répartition sont les mêmes dans les groupes                                     | . | - Test de Kolmogorov-Smirnov - Test de Kuiper - Test de Cramer-Von Mises |
| Tests de comparaison de K échantillons indépendants (différenciation selon les caractéristiques de tendance centrale, modèle de localisation) | - Test T pour des échantillons indépendants (K=2) - ANOVA (analyse de variance) à 1 facteur | - Test de la somme des rangs de Wilcoxon (K=2) - Test de Mann-Whitney (K=2) - Test de Kruskal-Wallis - Test des médianes - Test de Van der Waerden - Test de Jonckheere-Terpstra (alternatives ordonnées) - Test des suites de Wald-Wolfowitz |
| Tests de comparaison de K échantillons indépendants (différenciation selon les caractéristiques de dispersion, modèle d'échelle)              | - Test de Fisher (K=2) - Test de Bartlett - Test Q de Cochran - Test F-max de Hartley - Test de Levene - Test de Brown-Forsythe | - Test de Ansari - Bradley - Test de Klotz - Test de Mood - Test de Siegel-Tukey - Test des différences extrêmes de Moses |
| Tests pour K échantillons appariés (mesures répétées ou blocs aléatoires complets)                                                            | - Test T pour des échantillons appariés (K=2) - Test de comparaison de variances pour échantillons appariés (K=2) - ANOVA pour blocs aléatoires complets | - Test des signes (K=2) - Test T de Wilcoxon (K=2) - ANOVA de Friedman - Test de Page (alternatives ordonnées) - Test de McNemar (K=2, variables binaires) - Test Q de Cochran (variables binaires)                                           |
| Tests multivariés pour K échantillons indépendants                                                                                            | - T² de Hotelling, comparaison de K=2 barycentres (vecteur des moyennes) - MANOVA (analyse de variance multivariée), comparaison de K barycentres : Lambda de Wilks, Trace de Pillai, Trace de Hotelling-Lawley, La plus grande valeur propre de Roy - Test M de Box de comparaison de matrices de variance covariance | . |
| Association entre variables | | |
| Association entre p=2 variables quantitatives                                                                                                 | - Coefficient de corrélation de Pearson | - Rho de Spearman - Tau-a de Kendall |
| Association entre p = 2 variables ordinales                                                                                                   | . | - Gamma de Goodman - Kruskal - Tau-b et Tau-c de Kendall - d de Sommers - Test de Cochran-Mantel-Haenszel (variables binaires) - Kappa de Cohen, concordance de p=2 jugements                                                                 |
| Association entre p=2 variables nominales | . | - Test d'indépendance du χ² - t de Tschuprow et v de Cramer - Coefficient phi (variables binaires) - Coefficient Q de Yule (variables binaires) - Lambda de Goodman - Kruskal - Tau de Goodman - Kruskal - U de Theil                         |
| Association entre (p ≥ 2) variables | . | - Coefficient de concordance de Kendall (variables quantitatives ou ordinales) - Coefficient Kappa de Fleiss, concordance de p jugements |
| Séries temporelles | | |
| Tests de stationnarité | . | - Test KPSS |
| Tests de racine unitaire | . | - Test de Dickey-Fuller - Test augmenté de Dickey-Fuller - Test de Phillips-Perron |
| Analyse de modèle | | |
| Tests d'ajustement du modèle | - Méthode des moindres carrés | - Test de Chow |
| Tests des perturbations du modèle | . | - Test de Goldfeld et Quandt - Test de Sargan |